# Саратовский подход
«Сара́товский подхо́д» (англ. The Saratov Approach) — американо-украинский фильм 2013 года в жанрах триллер и драма.
Фильм собрал 2 052 008 долларов в американском прокате. В России выпущен не был.
Фильм основан на реальных событиях, и повествует о двух американских мормонских миссионерах, которые были похищены в Саратове в 1998 году с требованием выкупа.
Слоган — Kidnapped, Ransomed, Saved (Похищены, выкуплены, спасены).

## Сюжет
Фильм повествует о реальной истории похищения в марте 1998 года в Саратове двух мормонских миссионеров Тревиса Таттла и Эндрю Прапста. Их продержали в заложниках в течение пяти дней, запросив у членов Церкви Иисуса Христа Святых последних дней выкуп в размере более 300 000 долларов США. Вскоре местным оперативным органам удалось оказать давление на похитителей, и уже 22 марта миссионеры были освобождены. Сами похитители на следующий день были задержаны и приговорены к реальным срокам заключения.

## Прокат
Фильм получил большой успех в США (как коммерческий, так и среди кинокритиков), особенно в мормонских штатах.

## В ролях
- Корбин Олред — старейшина Таттл
- Маклэйн Нелсон — старейшина Прапст
- Никита Боголюбов — Николай
- Алекс Видов — Сергей
- Барт Джонсон — сенатор Гордон Смит
- Пегги Мэтсон — Донна Таттл
- Пол Малдер — мистер Таттл
- Дженнифер Эрексон — Мэри Прапст
- Брюс Ньюбалд — Ли Прапст

## Факты
- Фильм не снимался в Саратове[5]. Все кадры были сняты в Киеве (Украина) и в американском штате Юта[13]. Сообщалось, что фильм не удалось снять в России в связи с отказом в выдаче виз американской съёмочной группе[14]. Из-за этого инфраструктура показанного в фильме Саратова разительно отличается от реальной.
- В титрах, помимо кинокомпании Three Coin Productions, указана также некая несуществующая Saratov Films[15].